# Distretto di Evren
Il distretto di Evren (in turco Evren ilçesi) è uno dei distretti della provincia di Ankara, in Turchia.